# Cerveza Alhambra
Pour les articles homonymes, voir Heineken (homonymie).
Vous pouvez aider à l'améliorer ou bien discuter des problèmes sur sa page de discussion.
- Il ne cite pas suffisamment ses sources. Vous pouvez indiquer les passages à sourcer avec {{référence nécessaire}} ou {{Référence souhaitée}}, et inclure les références utiles en les liant aux notes de bas de page. (Marqué depuis avril 2021)
- Il contient une ou plusieurs listes. Le texte gagnerait à être rédigé sous la forme d’un ou plusieurs paragraphes synthétiques, afin d’être plus agréable à lire. (Marqué depuis avril 2021)

- Archive Wikiwix
- Bing
- Cairn
- DuckDuckGo
- E. Universalis
- Gallica
- Google
- G. Books
- G. News
- G. Scholar
- Persée
- Qwant
- (zh) Baidu
- (ru) Yandex
- (wd) trouver des œuvres sur Wikidata

Cerveza Alhambra est marque de bière andalouse de Grenade qui a été fondée en 1925 et qui est maintenant une filiale du Groupe Mahou-San Miguel. La marque de bière artisanale appartient depuis 2007 au groupe Mahou-San Miguel. Cette année, les usines du groupe brasseur leader en Espagne ont également reçu la certification environnementale EMAS. La gamme de Cervezas Alhambra respecte des critères stricts de qualité pendant le processus de fabrication de ses boissons et utilise soigneusement des matières premières de qualité pour sa production : une grande variété de houblons, des malts de brasserie, de la levure et de l'eau de très bonne qualité issue des montagnes de la Sierra Nevada. La bière par excellence de la marque est l'Alhambra Reserva 1925 lancée sur le marché en 1997. Cette bière est devenue un hommage aux origines de la marque et au procédé artisanal qui la caractérise. Au fil des dernières années, la brasserie a été récompensée par plusieurs médailles et prix pour ses innovations, son engagement envers le client ainsi que l'élaboration et la qualité artisanale de ses bières.

## Historique

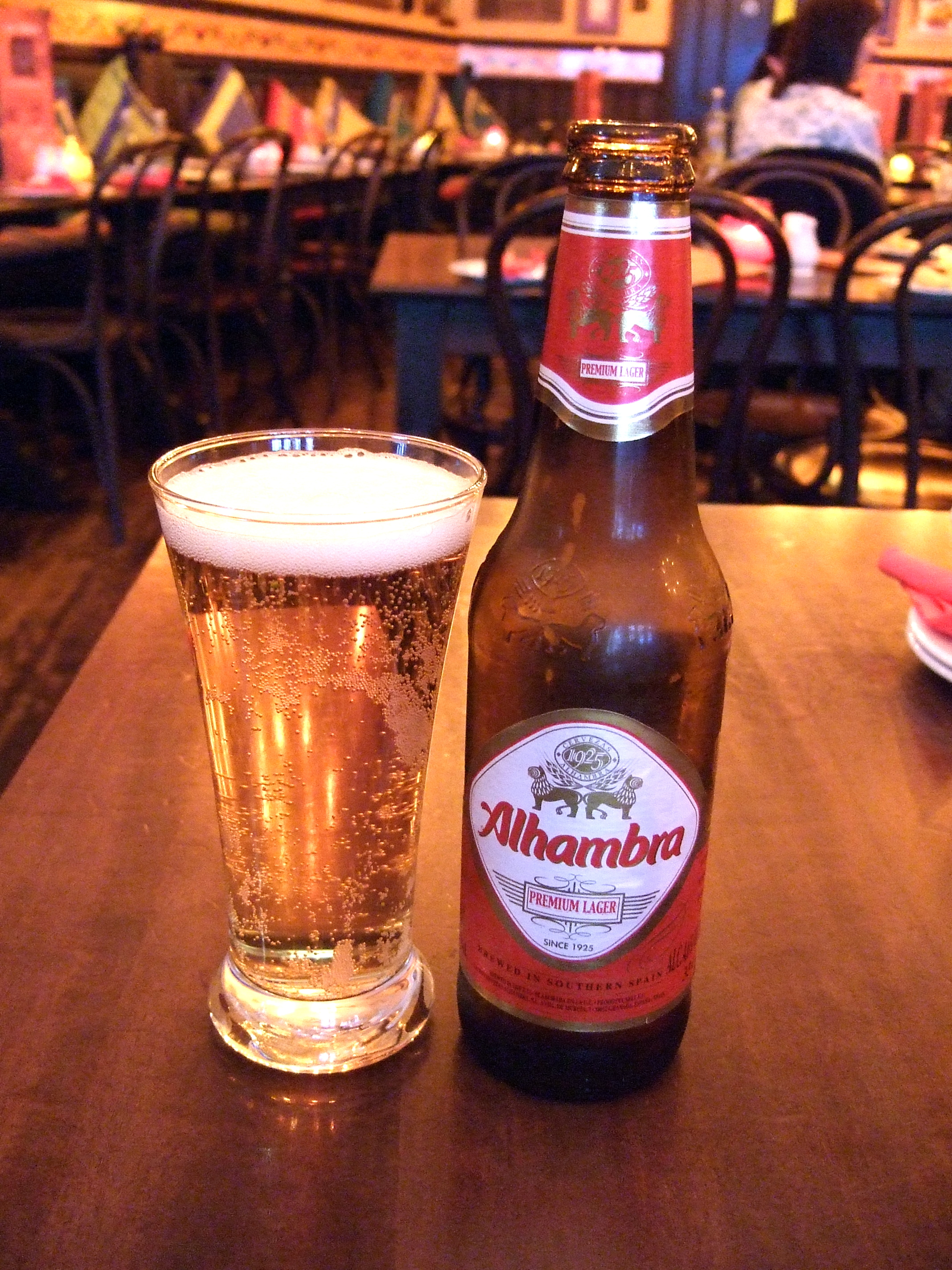
Cerveza Alhambra - James Cridland

Cervezas Alhambra a été fondée en 1925 avec des capitaux grenadins et la participation de Carlos Bouvard, propriétaire de l'usine La Moravia.
Le chimiste D. Miguel Hernainz a créé la Alhambra Reserva 1925 et bien d'autres types de bières par la suite, ce qui lui permit de monter en hiérarchie et d'obtenir une grande part des actions de l'entreprise. En 1995, il se rallie aux actionnaires de La Cruz del Campo. Quatre ans plus tard, il rachète la marque de bière de Cordoue mais finalement, Cervezas Alhambra est racheté par le Groupe Mahou-San Miguel.
En 2001, le groupe Heineken (propriétaire de Cruzcampo et El Águila) a porté plainte contre Cervezas Alhambra pour éviter que la bière Águila Negra ne soit produite. La plainte était accompagnée du rapport d'un détective signalant la production d'Águila Negra par Cervezas Alhambra. Néanmoins, la marque Águila Negra était née aux Asturies en 1901 et a été achetée par Cervezas Alhambra en 1997 ; et l'Audiencia de Grenade a donc autorisé la société brassicole à la produire en 2002.
En 2001 l'entreprise Cervezas Alhambra a porté plainte contre Heineken pour espionnage industriel. Bien que le juge ait mis en cause deux dirigeants de Heineken, la plainte a finalement été archivée parce que le détective engagé par Heineken cherchait uniquement à savoir si Alhambra produisait l'Águila Negra, ce qui n'est pas un secret d'entreprise.
En 2006, la société a été acquise par le groupe Mahou-San Miguel. Le coût de cette opération a été de 200 millions d'euros. L'entreprise concentre ses ventes dans la région de l'est de l'Andalousie, même si elle avait commencé à propager sa marque au reste de l'Est espagnol et à Madrid au début des années 2000.

## Les produits
- Alhambra Especial: Cette bière Alhambra a été élaborée avec 100 % de matières premières naturelles et c'est le produit de la marque Alhambra qui symbolise le plus la pureté et l'élégance. Alhambra Especial est une bière lager à faible fermentation avec un arôme intense de malt et de houblon qui se caractérise par son goût doux sur le palais. Elle a un degré d'alcool de 5,4 % et on la reconnaît à sa robe blanche et dorée.
- Alhambra Tradicional: La bière classique d'Alhambra a été élaborée avec du malt d'orge de première qualité ; elle est classée en tant que premium lager à faible fermentation. C'est une bière artisanale légère au goût amer et très rafraîchissante au palais, ce qui fait d'elle une candidate parfaite à consommer dans toutes les situations. Elle a une couleur dorée caractéristique et 4,6 % d'alcool.
- Alhambra Premium Lager:
- Mezquita
- Alhambra Reserva 1925 : C'est le symbole par excellence de toutes les bières artisanales Alhambra en termes de tradition comme de qualité et d'élégance. Élaborée de manière artisanale, cette bière de type extra lager a une fermentation faible et sa principale caractéristique est son goût intense. C'est une boisson amère à la mousse consistante dont le degré d'alcool est de 6,4 %. De plus, elle est inspirée des premières bières de l'usine que possédait la maison brassicole à Grenade en 1925. Sa couleur dorée caractéristique et sa recette avec des ingrédients comprenant des céréales du sud de l'Espagne et de l'eau de la Sierra Nevada font de l'Alhambra Reserva 1925 une bière artisanale unique au palais.
- Alhambra SIN: La caractéristique de la bière sans alcool de Cervezas Alhambra est son goût léger et ses notes fruitées. Des matières premières 100 % naturelles sont utilisées pour le processus d'élaboration, ce qui lui donne une grande consistance et la rend plus mousseuse. Elle est rafraîchissante et elle a une teneur en alcool inférieure à 1 °C.
- Alhambra Negra: C'est la bière brune leader de la zone méditerranéenne. Avec un degré d'alcool de 5,4 %, Alhambra Negra est une lager à faible fermentation dont on remarque le goût épicé et intense amer d'un mélange de réglisse, de café et de caramel de mélasse. Sa caractéristique principale en plus de son goût est la couleur rougeâtre ainsi que sa mousse écumeuse et les nuances crémeuses qu'elle confère.
- Sureña
- Eau minérale naturelle Sierras de Jaén